# Sherdils
Los Sherdils (en urdu: ﺸﻴر دﻋﻝ) son el grupo de vuelo acrobático de la Academia de la Fuerza Aérea Pakistaní, con base en Risalpur (Pakistán), y que fue creado el 17 de agosto de 1972, aunque hasta 1974 no tuvieron nombre oficial. Emplean en sus exhibiciones aéreas seis aviones T-37 Tweety Bird.

## Aviones utilizados
| Avión            | Número | Periodo           |
| ---------------- | ------ | ----------------- |
| T-37 Tweety Bird | 4      | 1972 — 1980       |
| T-37 Tweety Bird | 6      | 1980 — actualidad |